# Ленні фон Долен
Леонард Гарольд фон Долен IV (англ. Leonard Harold Von Dohlen IV; 22 грудня 1958 – 5 липня 2022) — американський актор театру, кіно та телебачення, чия кар'єра охоплює понад 40 років. Протягом цього часу він здобув популярність завдяки своїм ролям в незалежних фільмах і відомих серіалах. Його найбільш відомою роботою стала роль архітектора Майлза Гардіна в культовому фільмі "Електричні мрії" (1984), а також головна роль сина сталевара в драмі "Біллі Ґалвін" (1986), де він зіграв разом із Карлом Малденом.
Ленні фон Долен також став відомим завдяки ролі Гарольда Сміта в телевізійному серіалі "Твін Пікс" та його приквелі "Твін Пікс: Вогонь, іди зі мною" (1992). У цих проектах він зіграв орхідеїста-агорофоба, персонажа, який став культовим завдяки своєму незвичайному вигляду та складному характеру.

## Ранні роки
Ленні фон Долен народився 22 грудня 1958 року в Огаста, штат Джорджія, і виріс у містечку Голіад, що знаходиться в південному Техасі. Його походження було різноманітним: по лінії батька він мав німецькі корені, а з боку матері — французько-каджунські. Обидві його бабусі мали ірландське походження.
У дитинстві він мріяв стати жокеєм, але через свій ріст змушений був відмовитися від цієї ідеї. Леонард навчався театральному мистецтву в Університеті Техасу, а згодом закінчив коледж Лоретто Хайтс у Денвері, Колорадо. Після закінчення навчання він переїхав до Нью-Йорка, щоб розпочати кар'єру в театрі. У одному з інтерв'ю він поділився своїми спогадами: «Я знав, що хочу працювати в театрі в Нью-Йорку... тому я позбувся свого техаського акценту, слухаючи записи Джона Гілґуда. І ось, коли я потрапив до Нью-Йорка, перша роль, яку мені запропонували, була як лідер вестерн-гурту з Техасу. О, яка іронія!».

## Кар'єра

### Кіно
Дебют Ленні фон Долена в кіно відбувся у фільмі "Ніжне милосердя" (1983) який здобув Оскар, де він зіграв роль молодого кантрі-музиканта, який шукає поради у колишньої зірки, що живе спокійно в сільському Техасі. Цей фільм приніс йому перше визнання серед кінематографічної спільноти. У наступному році Ленні фон Долен отримав головну роль у культовому фільмі "Електричні мрії" (1984), де зіграв скромного архітектора, що змагається за любов своєї сусідки з власним комп'ютером. Режисер Роджер Еберт назвав це «ідеальним кастингом». Відомий критик високо оцінив акторську гру Ленні фон Долена, підкреслюючи його здатність перевтілюватися у різноманітні ролі.
Серед інших його ранніх фільмових робіт — "Під годинником Білтмора" (1985), титульна роль у "Біллі Ґалвін" (1986), де він зіграв разом з Карлом Малденом, а також "Вдова Дракули" (1988), "Сліпа видимість" (1992), "Твін Пікс: Вогонь іди зі мною" (1992), "Дженніфер 8" (1992) та "Залишаючи Нормальне" (1992), зняті під керівництвом Еда Цвіка.
Ленні фон Долен також активно працював у незалежному кіно, з'являючись у таких фільмах, як "Турнікет" (1994), "Птахи хижі" (1996), "Один хороший поворот" (1996), "Розваги для ангелів" (1996), "Кадилак" (1997) та "Фронтлайн" (1997). Одна з його помітних ролей — зображення одного з злочинців у фільмі "Сам удома 3" (1997).
У 2007 році Ленні фон Долен з'явився в драмеді "Красивий невдаха", а в 2007 році — у фільмі "Зуби", який був номінований на премії Санденс і Берлінського кінофестивалю. У 2010 році він зіграв старця Деніела у фільмі "Вниз по течії", а також шерифа Джека Картера у короткометражці "Нічна сліпота".
У 2012 та 2013 роках він брав участь у зйомках фільмів "Камілла Дікінсон" та "Білі камелії".
У 2015 році Ленні фон Долен зіграв головну роль вигаданого легендарного кінорежисера Оскара Найта в мок'юментері "Міф поблизу: Історія Оскара Найта".

### Телебачення
Першою телевізійною роллю Ленні фон Долена була в серіалі NBC "Кентський штат" (1981) який отримав премію Еммі. Він здобув популярність завдяки ролі гарбузового колекціонера орхідей, агорофобного Гаральда Сміта, у культовому серіалі Девіда Лінча та Марка Фроста "Твін Пікс" (1990). У 2010 році, на честь "Твін Пікс", Ленні фон Долен з'явився в серії "Ясновидець" від USA Network під назвою "Dual Spires", де він зіграв шерифа Ендрю Джексона, приєднавшись до зібрання акторів, серед яких була Шеріл Лі.
Інші телевізійні ролі Ленні фон Долена включають серіали "Не чіпати" (режисер Бо Бріджес), "Праведник", "Казки з темного боку", "Поліція Маямі", "Тридцять з чимось років." і "Лазар Ман", де він зіграв Джона Вілкса Бутса. Також він з'явився у "Флеш" (1991), де зіграв персонажа на ім'я Джейсон Брассел, який створює клон Флеша, і в "Застава фехтувальників", де зіграв брата гей персонажа, виконаного Марлі Матлін. Його інші помітні ролі включають "Претендента" (1999), "Вокер, техаський рейнджер" (1996) і "Чиказька надія" (1999).
У 1992 році він зіграв урядового агента майбутнього фашистського держави у серії британського серіалу "Червоний карлик", епізод 6 "Назад до реальності". У 2017 році Ленні фон Долен з'явився в епізоді 12 футуристичного серіалу Сета Макфарлейна "Орвілл", де він зіграв священика Валондиса.

### Театр
На сцені Леонард фон Долен створив численні ролі в постановках Нью-Йорка, зокрема в п'єсах "Азіатська тінь", "Команда", "Твістер", "Зникла дія" і "Мадераті", останні дві з яких написані Річардом Ґрінбергом. Він також протягом дев'яти місяців грав у п'єсі Керіл Чарчілл "Хмара 9", режисером якої був Томмі Тюн, а після цього приєднався до відродження п'єси "Бажання під вербами" у Театрі Roundabout, де його партнеркою була Кеті Бейкер.
Він виступав у ролях у таких п'єсах, як "Гамлет", "Ромео і Джульєтта", "Трофей" Джо Ортона, "Спадок світла" в Клівлендському театральному домі, а також у одноосібній п'єсі Ланфорда Вілсона "Постер космосу" і в "Сумнівах" Індіанаполісського репертуарного театру. На західному узбережжі він знімався в постановках "Лулу" Ведекінда в La Jolla Playhouse, "Синя кімната" в Pasadena Playhouse і "Театральний район" у Black Dahlia Theater.
У Пасадені в Театрі Boston Court він виконав роль знаменитої літературної особистості Вольтера в світовій прем'єрі п'єси Жана Клода ван Ітталі "Світло" і грав Дон Кіхота в "Камінний шлях" Теннессі Вільямса. У 2012 році в GTC він зіграв Еліота Чейза в п'єсі Ноеля Кауарда "Приватне життя".

## Особисте життя
У 2007 році він одружився з моделлю Мариною Дружко, але їхній шлюб тривав лише рік.
Леонард фон Долен помер 5 липня 2022 року в Лос-Анджелесі на 63-му році життя після тривалої хвороби. Про його смерть три дні потому повідомила його сестра Кетрін на Facebook. Він залишив доньку на ім'я Хейзел та партнера, драматурга Джеймса Стілла.

## Фільмографія

### Кіно
| Year | Назва                                  | Оригінальна назва                          | Роль                                  | Примітки               |
| ---- | -------------------------------------- | ------------------------------------------ | ------------------------------------- | ---------------------- |
| 1983 | Ніжне милосердя                        | Tender Mercies                             | Роберт                                | [ 14 ]                 |
| 1984 | Електричні мрії                        | Electric Dreams                            | Майлз Хардінг                         | [ 14 ]                 |
| 1986 | Біллі Ґалвін                           | Billy Galvin                               | Біллі Ґалвін                          | [ 14 ] [ 15 ]          |
| 1989 | Вдова Дракули                          | Dracula's Widow                            | Реймонд                               | [ 14 ]                 |
| 1991 | Холодне небо                           | Cold Heaven                                | Готельний клерк (в титрах не вказано) | [ 16 ]                 |
| 1992 | Залишаю звичайний                      | Leaving Normal                             | Гаррі Рейні                           | [ 14 ]                 |
| 1992 | Дженніфер 8                            | Jennifer 8                                 | Блаттіс                               | Камео                  |
| 1992 | Очі споглядача                         | Eyes of Beholder                           | Дженіс Бікл                           | [ 14 ]                 |
| 1992 | Сліпий зір                             | Blind Vision                               | Вільям Далтон                         | [ 14 ]                 |
| 1992 | Твін Пікс: Вогню, іди зі мною          | Twin Peaks: Fire Walk with Me              | Гарольд Сміт                          | [ 14 ]                 |
| 1994 | Янтарні хвилі                          | Amberwaves                                 | Джастін Кампенелла                    | [ 14 ]                 |
| 1994 | Пункт оплати за проїзд                 | Tollbooth                                  | Джек                                  | [ 14 ]                 |
| 1995 | Хижий птах                             | Bird of Prey                               | Джонні МакКенна                       | [ 14 ]                 |
| 1996 | Один хороший поворот                   | One Good Turn                              | Метт Форрест                          | [ 14 ]                 |
| 1996 | Розважальні ангели: Історія Дороті Дей | Entertaining Angels: The Dorothy Day Story | Форстер Баттерхем                     | [ 14 ]                 |
| 1997 | Кадиллак                               | Cadillac                                   | Джиммі                                | [ 14 ]                 |
| 1997 | Сам удома 3                            | Home Alone 3                               | Бертон Джерніган                      | [ 14 ]                 |
| 1999 | На передовій                           | Frontline                                  | Людвіг Хейг                           | [ 18 ]                 |
| 2000 | Важке дихання                          | Breathing Hard                             | Антон                                 | [ 14 ]                 |
| 2003 | Як моє водіння?                        | How's My Driving?                          | Адріан Кеннет                         | Короткометражний фільм |
| 2007 | Зуби                                   | Teeth                                      | Білл                                  | [ 14 ]                 |
| 2008 | Прекрасний невдаха                     | Beautiful Loser                            | Реджі (дорослий)                      | [ 20 ] [ 21 ]          |
| 2010 | Вниз за течією                         | Downstream                                 | Старійшина Даниїл                     | [ 22 ]                 |
| 2010 | Нічна сліпота                          | Night Blind                                | Шериф Джек Картер                     | Короткометражний фільм |
| 2011 | Обирайте                               | Choose                                     | Моторошний хлопець у готелі           | [ 24 ]                 |
| 2012 | Камілла Дікінсон                       | Camilla Dickinson                          | Білл Роуен                            | [ 25 ]                 |
| 2012 | Енні та циган                          | Annie and the Gypsy                        | Ґордон                                | [ 26 ]                 |
| 2013 | Темна сила                             | Dark Power                                 | Білл Девіс                            | [ 27 ]                 |
| 2015 | Зламані коні                           | Broken Horses                              | Джо                                   | [ 28 ]                 |
| 2016 | Поріг                                  | Threshold                                  | Доктор Клер                           | [ 29 ]                 |
| 2017 | Рей зустрічає Хелен                    | Ray Meets Helen                            | Армонд                                | [ 15 ]                 |
| 2017 | Просто в межах досяжності              | Just Within Reach                          | Містер Бейкер.                        | [ 30 ]                 |
| 2018 | Маестро                                | The Maestro                                | Люк (відрахований студент)            | [ 31 ]                 |
| 2018 | Майже міф: історія Оскара Найта        | Near Myth: The Oskar Knight Story          | Оскар Найт                            | [ 32 ] [ 33 ] [ 34 ]   |
| 2019 | Огидно                                 | Nasty                                      | Гаррі Райалс                          | Короткометражний фільм |
| 2019 | Ми подолаємо                           | We Shall Overcome                          | Містер Фрост                          | Короткометражний фільм |
| 2020 | На вихідні                             | For the Weekend                            | Даг                                   | [ 37 ]                 |
| 2022 | Творець                                | Creator                                    | Доктор Річард Купер                   | Короткометражний фільм |
| 2024 | Саллівуд                               | Sallywood                                  | Дейв                                  | Вийшов після смерті    |

### Телебачення
| Рік       | Назва                                               | Оригінальна назва                             | Роль                    | Примітки           |
| --------- | --------------------------------------------------- | --------------------------------------------- | ----------------------- | ------------------ |
| 1981      | Кент Стейт                                          | Kent State                                    | Не вказано              | Телевізійний фільм |
| 1983      | Сесії                                               | Sessions                                      | Полі                    | Телевізійний фільм |
| 1984      | Як стати досконалою людиною всього за три дні       | How to Be a Perfect Person in Just Three Days | Ерік Крімплі            | Телевізійний фільм |
| 1984      | Поліція Маямі                                       | Miami Vice                                    | Боб Ріккерт             | 1 епізод           |
| 1984      | Американський театр                                 | American Playhouse                            | Ноултон Вітні           | 1 епізод           |
| 1985      | Спеціальні пропозиції для дітей після школи від ABC | ABC Afterschool Specials                      | Майк Ріверс             | 1 епізод           |
| 1985      | Казки з темного боку                                | Tales from the Darkside                       | Містер Сміт             | 1 епізод           |
| 1986      | Праведник                                           | The Equalizer                                 | Ден Тернер              | 1 епізод           |
| 1988      | Тридцять з чимось років                             | Thirtysomething                               | Рой МакКоулі            | 1 епізод           |
| 1989      | Молоді вершники                                     | The Young Riders                              | Лейтенант Джозі Кессіді | 1 епізод           |
| 1990      | Великий                                             | Grand                                         | Джеремі                 | 3 епізоди          |
| 1990      | Твін Пікс                                           | Twin Peaks                                    | Гарольд Сміт            | 4 епізоди          |
| 1991      | Флеш                                                | The Flash                                     | Джейсон Брассел         | 1 епізод           |
| 1991      | Кохання вбиває                                      | Love Kills                                    | Джонатан Брінкман       | Телевізійний фільм |
| 1992      | Червоний карлик                                     | Red Dwarf                                     | Поліцейський            | 1 епізод           |
| 1996      | Застава фехтувальників                              | Picket Fences                                 | Джеральд «Джері» Бей    | 1 епізод           |
| 1996      | Вокер, техаський рейнджер                           | Walker Texas Ranger                           | Адам «Кат» Квінн        | 1 епізод           |
| 1999      | Чиказька надія                                      | Chicago Hope                                  | Том Ван Доузен          | 1 епізод           |
| 1999–2000 | Удавальник                                          | The Pretender                                 | Містер Кок.             | 5 епізодів         |
| 2000      | Чудова сімка                                        | The Magnificent Seven                         | Сайрус Поплар           | 1 епізод           |
| 2000      | Серце, що роздумує                                  | The Ponder Heart                              | Деянсі Кланахен         | Телевізійний фільм |
| 2002      | C.S.I.: Місце злочину Маямі                         | CSI: Miami                                    | Професор Адам Мецгер    | 1 епізод           |
| 2007      | Та, що говорить з привидами                         | Ghost Whisperer                               | Стів Вілер              | 1 епізод           |
| 2009      | Криміналісти: мислити як злочинець                  | Criminal Minds                                | Запис Виконавець №1     | 1 епізод           |
| 2010      | Ясновидець                                          | Psych                                         | Шериф Ендрю Джексон     | 1 епізод           |
| 2017      | Орвілл                                              | The Orville                                   | Валондіс                | 1 епізод           |